# فاديم بانين
فاديم بانين (بالروسية: Панин, Вадим Александрович) مواليد 10 فبراير 1984 في موسكو، الجمهورية الروسية السوفيتية الاتحادية الاشتراكية، هو لاعب كرة سلة روسي. بدأ مسيرته الاحترافية في سنة 2002. يلعب مع نادي يونيكس قازان لكرة السلة. يحمل الرقم 20. يبلغ طوله 6 قدم 8 بوصة (2.0 م).

## المسيرة الاحترافية
لعب مع دينامو موسكو من سنة 2002 إلى 2004، ثم لعب مع زينيت سانت بطرسبرغ في الدوري الروسي في سنة 2004، ثم لعب مع لوكوموتيف كوبان في موسم 2004–05، ثم لعب مع زينيت سانت بطرسبرغ في الدوري الروسي من سنة 2008 إلى 2010، ثم لعب مع خيمكي في موسم 2010–11، ثم لعب مع نيجني نوفغورود في الدوري الروسي من سنة 2011 إلى 2014، ثم لعب مع يونيكس قازان في سنة 2014.

## روابط خارجية
- فاديم بانين على موقع الاتحاد الدولي لكرة السلة (الإنجليزية)
- فاديم بانين على موقع الدوري الأوروبي لكرة السلة (الإنجليزية)
- فاديم بانين على موقع كرة السلة الأوروبية.كوم (الإنجليزية)
- فاديم بانين على موقع DraftExpress.com (الإنجليزية)
- فاديم بانين على موقع ريلجم (الإنجليزية)
- فاديم بانين على موقع بروبوليرز (الإنجليزية)
- فاديم بانين على موقع سبورتس رفرنس (الإنجليزية)